# 想見 想見 想見你
「想見 想見 想見你」（会いたい 会いたい 会いたいな）是日本的女子偶像組合℃-ute的第19張單曲。2012年9月5日由zetima發售。

## 概要
- 此單曲有5個版本，分別有「初回生産限定盤A - D」和「CD ONLY」。「初回生産限定盤A - C」收錄了「想見 想見 想見你」的PV和「新曲初披露」的片段。
- 「初回生産限定盤A」和「CD ONLY」收錄了B面曲「悲傷的天堂」，由鈴木愛理和岡井千聖主唱，此曲往後成為第25張單曲的A面曲 ；「初回生産限定盤B - D」收錄了B面曲「最好的音樂」。
- 在9月17日於公信榜單曲週排行榜取得第4位。
- 此單曲是℃-ute繼「你騎自行車 我坐火車回家」後第2張銷量超過4萬的單曲。

## 收錄内容

### CD

#### 初回生産限定盤A，CD ONLY
1. 想見 想見 想見你
（作詞・作曲：淳君 編曲：平田祥一郎）
2. 悲傷的天堂（悲しきヘブン）
（作詞・作曲：淳君 編曲：板垣祐介）
鈴木愛理・岡井千聖主唱
3. 想見 想見 想見你(Instrumental)

#### 初回生産限定盤B - D
1. 想見 想見 想見你
2. 最好的音樂（最高ミュージック）
（作詞・作曲：淳君 編曲：平田祥一郎 ）
3. 想見 想見 想見你(Instrumental)

### DVD

#### DVD（初回生産限定盤A）
1. 想見 想見 想見你（Dance Shot Ver.）

#### DVD（初回生産限定盤B）
1. 想見 想見 想見你（Close-up Ver.）

#### DVD（初回生産限定盤C）
1. 新曲初披露